# Hypna velox
Hypna velox är en fjärilsart som beskrevs av Butler 1866. Hypna velox ingår i släktet Hypna och familjen praktfjärilar. Inga underarter finns listade i Catalogue of Life.